# Ringknaufdolch

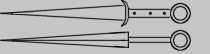
Verschiedene Ringknaufdolche

Der Ringknaufdolch ist ein Dolchtyp der mehrere Jahrhunderte nachzuweisen ist und Ähnlichkeit mit dem Ringknaufschwert hat. Charakteristisches Merkmal ist ein fast oder vollständig geschlossener Ring anstelle eines Knaufes am oberen Ende der Angel, bzw. des Heftes. In diesen Ring wurde eine Kette eingehängt, die den Dolch mit dem Brustteil des ritterlichen Panzers verband.
Ringknaufdolche datieren bis in die 2. Hälfte des 14. Jahrhunderts. Eine spätere Variation, meist als Mischtyp zwischen Ring- und Scheibendolch, kommt im 15. Jahrhundert vereinzelt vor. Diese Formen weisen meist einen mehreckigen Ringknauf mit eingesetztem Hohlzylinder und ein mittig verdicktes Heft auf.